# Groton, Suffolk
Groton är en by i (village) och en civil parish i Babergh, Suffolk i sydöstra England, Orten har 222 invånare (2001). Den har en kyrka med anor från 1400-talet. Det inkluderar Broad Street, Castling's Heath, Gosling Green, Horners Green och Parliament Heath. Byn nämndes i Domedagsboken (Domesday Book) år1086, och kallades då Grotena.